# 三元社
三元社（さんげんしゃ）は日本の出版社。美学・美術史・社会言語学・思想史・文化史などの学術書、訳書を中心に歴史、社会、芸術、文学など広く人文・社会の分野の出版物を刊行している。また定期刊行物として『西洋美術研究』『ことばと社会　多言語社会研究』『地中海学研究』を出版。

## 所在地
〒113-0033　東京都文京区本郷1-28-36　鳳明ビル1階　